# روفوس إم. روز
روفوس إم. روز (بالإنجليزية: Rufus M. Rose)‏ هو شخصية أعمال أمريكي، ولد في 17 مايو 1836 في نيو لندن في الولايات المتحدة، وتوفي في 21 يوليو 1910.